# Supercopa danesa de futbol
La Supercopa danesa de futbol fou una competició de futbol de Dinamarca que enfrontava el campió de la lliga i la copa danesa de futbol.

## Historial
- 1994 : Brøndby IF 4-0 Silkeborg IF
- 1995 : F.C. Copenhaguen 2-1 Aalborg BK
- 1996 : Brøndby IF 4-0 AGF Aarhus
- 1997 : Brøndby IF 2-0 F.C. Copenhaguen
- 1998  no es disputà
- 1999 : AB Copenhaguen 2-2 Aalborg BK [AB per penals]
- 2000 : Viborg FF 1-1 Herfølge BK [Viborg per penals]
- 2001 : F.C. Copenhaguen 2-0 Silkeborg IF
- 2002 : Brøndby IF 1-0 Odense BK
- 2003  no es disputà
- 2004 : F.C. Copenhaguen 2-1 Aalborg BK

## Palmarès
| Títols | Club            |
| ------ | --------------- |
| 4      | Brøndby IF      |
| 3      | F.C. Copenhagen |
| 1      | AB, Viborg FF   |